# Agamerion variflagellum
Agamerion variflagellum är en stekelart som beskrevs av Girault 1925. Agamerion variflagellum ingår i släktet Agamerion och familjen puppglanssteklar. Inga underarter finns listade i Catalogue of Life.